# Barbexaclone
Il barbexaclone è un farmaco antiepilettico costituito da un sale di fenobarbital e propilesedrina di formula C12H12N2O3 · C10H21N. Grazie ai due componenti, sarebbe privo di effetto sedativo o ipnotico, proprio dei barbiturici. A livello del sistema nervoso centrale eserciterebbe solo una blanda azione stimolante.

## Farmacocinetica
La somministrazione del barbexaclone, sia per endovena che per os, dà luogo alla rapida dissociazione della molecola nei suoi componenti, ognuno dei quali segue una propria via metabolica.

L'emivita del fenobarbital salificato è di 7,5 ore nel ratto (somministrazione per os), con un volume di distribuzione pari a 0,78 l/kg.

La propilesedrina salificata, dopo somministrazione orale nel topo, evidenzia un picco plasmatico dopo circa 4 minuti. L'emivita è risultata di 2,5 ore. Il volume di distribuzione è pari a 19,3 l/kg.

## Tossicologia
La DL50 nel topo e nel ratto è rispettivamente di 471,44 e 395,08 mg/kg per os.

## Usi clinici
Il farmaco trova indicazione nel trattamento delle crisi di grande male, in particolare per le crisi che si verificano durante il sonno o nelle prime ore di risveglio.

In letteratura sono segnalati suoi utilizzi anche nella epilessia post-traumatica con risultati buoni in particolare in soggetti con associata sindrome psico-organica post-traumatica.

## Effetti collaterali ed indesiderati
Particolarmente all'inizio del trattamento si possono manifestare irritabilità, eccitazione, insonnia, ansia ed attacchi di panico, stanchezza, inappetenza e calo del peso corporeo transitorio.

Raramente si osserva la comparsa di allucinazioni ottiche, evento più frequente soprattutto nei casi di iperdosaggio, eruzioni cutanee con o senza prurito, orticaria, edema angioneurotico.

## Controindicazioni
Il barbexaclone è controindicato nei soggetti con ipersensibilità individuale, negli alcoolisti, nei pazienti in trattamento con ipnotici, narcotici, analgesici e psicofarmaci.

È inoltre controindicato nei casi di porfiria, di insufficienza epatica o renale, di gravi danni al miocardio.

In gravidanza e nella primissima infanzia il prodotto va somministrato nei casi di riconosciuta ed elettiva indicazione, sotto il diretto controllo del medico.

## Dosi terapeutiche
È opportuno iniziare gradualmente con 25–100 mg al giorno. Si aumenta quindi la dose ogni due giorni di 100 mg fino a raggiungere la dose ottimale, che in genere si aggira sui 300–600 mg al giorno. Non si dovrebbero mai oltrepassare gli 800 mg/die.

Nei lattanti, si somministrano 50–100 mg/die. Nei bambini fino a 6 anni d'età, 100–200 mg/die. Nei bambini oltre i 6 anni d'età, 200–400 mg/die.

Il farmaco può essere anche associato ad altri antiepilettici.

Nei pazienti anziani è necessario che la dose ottimale di mantenimento sia stabilita con particolare prudenza. 

### Sovradosaggio
In caso di sovradosaggio da barbexaclone si osserva un classico quadro clinico di intossicazione da barbiturici, con uno stadio transitorio di eccitazione delirante.

## Avvertenze
Nei soggetti che presentano complicanze da sovradosaggio (obnubilazione e perdita di conoscenza, diminuzione dei riflessi, cianosi, depressione respiratoria, collasso circolatorio) sono raccomandate le seguenti misure terapeutiche: respirazione assistita, analettici circolatori, somministrazione parenterale di sostituti del plasma, diuresi forzata.

## Interazioni
È sconsigliato uso di alcool durante il trattamento.

L'associazione con antistaminici o con farmaci psicotropi richiede particolare cautela.